# Klarinett
| I denna artikel     |
| används tonnamnen   |
| B♭ och H.           |
| Se olika skrivsätt. |

Klarinett är ett träblåsinstrument med enkelt rörblad. Den är ett mångsidigt instrument som används flitigt inom flera olika musikstilar, alltifrån folkmusik till jazz och klassisk musik.

## Historia

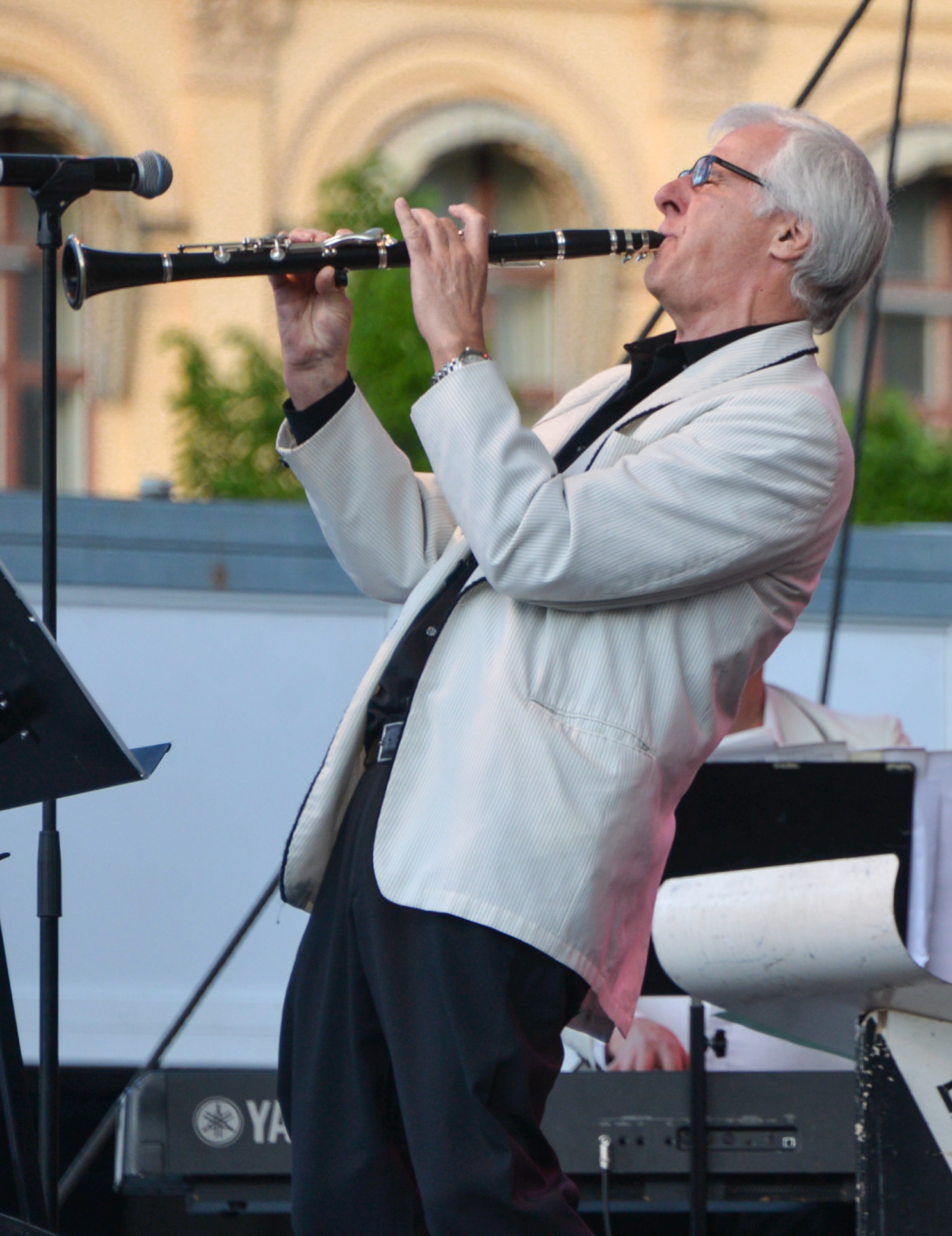
Klarinettist i Kungsträdgården i Stockholm 2013 under en jubileumskonsert.

Johann Christoph Denner i Nürnberg presenterade sin skapelse, instrumentet chalumeau, den 14 januari 1690. Chalumeau är grunden till klarinetten. Det såg ut som en blockflöjt men hade cylindrisk borrning, klarinettartat munstycke och var försett med två klaffar. I början av 1700-talet utvidgades spelregistret uppåt av Denner eller hans son Jakob genom införandet av en registerklaff. Det blev då möjligt att utnyttja överblåsning och tonomfånget utökades i princip till det dubbla. Detta nya, ljusa och till en början skarpa tonområde liknade trumpetens (clarino) och instrumentet fick därför heta clarinett – liten trumpet.
Från mitten av 1700-talet och hundra år framåt hade klarinetten fem klaffar. Det räckte för att täcka ett stort omfång och motsvarade höga speltekniska krav. Wolfgang Mozarts klarinettkonsert i A-dur från 1791 kan tjäna som exempel på vad instrumentet förmådde.
Under 1800-talet utökades antalet klaffar till över tjugo stycken i två skilda utvecklingslinjer, den tyska oehlerklarinetten och den franska böhmklarinetten. Mekaniskt uppvisar de stora skillnader, men det är mycket svårt att åtskilja deras klang. Bägge varianterna används i dag: oehlerklarinetten mest i Tyskland och Österrike, medan böhmklarinetten dominerar i övriga nationer. Även om den franska klarinetten bär Theobald Böhms namn, skapades den 1844 av H. Klosé och A. Buffet. De hade dock utnyttjat några av Böhms radikala förbättringar av tvärflöjtens mekanik i sin klarinett.

## Konstruktion
Det finns klarinetter i flera olika storlekar och stämningar, men den vanligaste är stämd i Bess och kallas därför bessklarinett. Klarinetten är följaktligen ett transponerande instrument. I symfoniorkestern är bessklarinetten jämbördig med a-klarinetten, som är ganska lik den förra, men är stämd en halvton lägre och blir därmed aningen större. Denna stämning gör att a-klarinetten är särskilt lämpad för spel i tonarter med korsförtecken. För bessklarinetten är tonarter med b-förtecken (♭) lättast att spela. I symfoniorkestern används också den mindre essklarinetten, som i sitt höga register har en skarpare klang än de större instrumenten i samma familj, samt basklarinetten. Essklarinetten trivs bäst i tonarter med b-förtecken. Den används mycket i militärorkestrar, där den gör sig väl tillsammans med bleckblåsinstrumenten.
Klarinettens noterade omfång är e–c5. Av detta för ett blåsinstrument mycket breda register används de högsta tonerna mycket sparsamt. Dessa är också både svårblåsta och har för legatospel besvärliga grepp.
En annan klarinettegenskap är dess mycket stora dynamik. Det går att spela fortissimo – där visserligen en del andra instrument kan överrösta – men knappast något annat instrument kan spela ett svagare pianissimo än klarinetten.
En frekvensanalys av klarinettens ton visar att den är mycket övertonsrik, med dominans av de udda övertonerna på grund av att vågformen som ett oscilloskop visar är nära nog symmetrisk. Om man ska skapa en klarinettliknande klang syntetiskt utgår man vanligen från en fyrkantvåg, som man filtrerar. 
C-klarinetter nyttjas främst av folkmusiker. I symfoniska blåsorkestrar används ofta altklarinetter. Mer sällsynta är kontraalt- och kontrabasklarinetter.

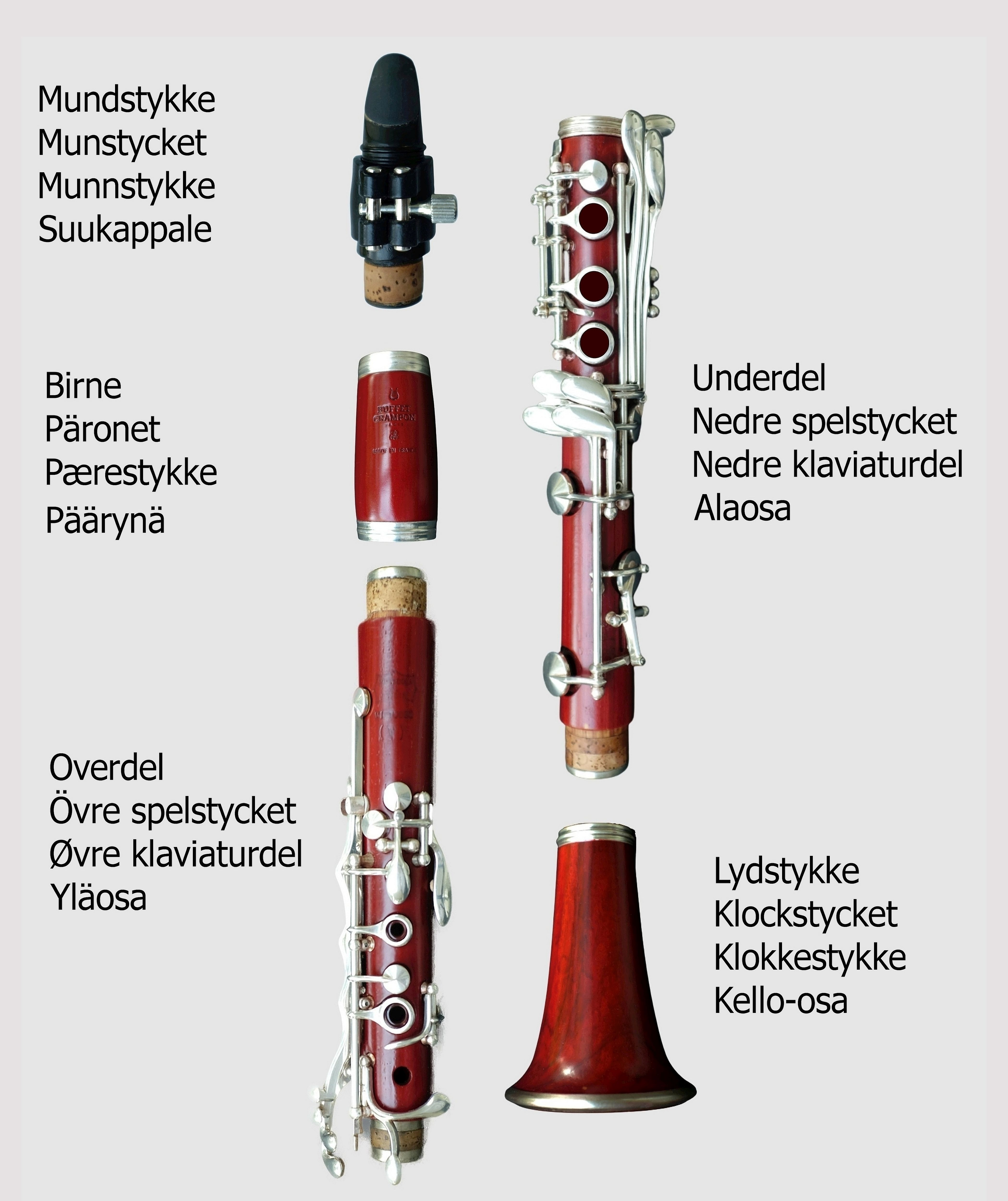
Klarinettens delar

Klarinettens delar är (i figuren nedifrån och uppåt):
- Klockstycket. I sällsynta fall kan det finnas en extraklaff här för att åstadkomma den extra baston, som förekommer bland annat i några av W. A. Mozarts kompositioner.
- Nedre spelstycket med klaffar för de lägre tonerna. Spelas med höger hand samt vänster lillfinger
- Övre spelstycket med klaffar för de högre tonerna. Spelas med vänster hand samt höger pekfinger (drillklaffarna)
- Päronet (på somliga klarinetter del av det övre spelstycket)
- Munstycket

Klockstyckets form har betydelse för den akustiska kopplingen från den svängande instängda luftpelaren inuti instrumentet och till rymden utanför instrumentet. Detta gäller strängt taget endast när alla, eller nästan alla, högerhandsklaffarna är slutna. Teoretiska beräkningar visar att det är fördelaktigt med en profil som ansluter till en exponentialkurva. Samma resonemang kan för övrigt föras även beträffande högtalare. För högre toner, då de nedersta högerhandsklaffarna är öppna, har klockstycket ingen inverkan alls. Dessa toner går bra att spela även med klockstycket avlägsnat.
På klarinetter tillverkade på senare tid är ofta munstycket, och ibland också päronet och klockstycket tillverkat av svart plast i stället för trä. På enkla klarinetter av sämre kvalitet kan allt trä vara ersatt av plast (ofta ebonit). Sällsynt förekommer även klarinetter helt tillverkade i metall, men dessa kallas ändå träblåsinstrument.
På munstycket fästes rörbladet (som brukar kallas röret – jämför den något ålderdomliga benämningen rör för växter i strandkanten av vattendrag) med en speciell klämma som omsluter munstycket. Rörbladet är ett noggrant slipat stycke av det storvuxna gräset italienskt rör(Arundo donax, förväxlas ofta med bambu) som är mycket tunt i ena kortänden. Det är vid rörbladet som tonen bildas genom att rörbladet vibrerar när dess kant blåses an. Ett liknande rör används för saxofoner. Rören tillhandahålls i olika numrerade hårdheter. Nybörjare brukar använda mjuka sorter, medan vana klarinettister brukar föredra hårdare rör. 
Rören är en förbrukningsvara, då de tenderar att spricka, flisas eller förlora sin spänst efter långvarigt bruk. Numera finns även rörblad tillverkade av plast, kevlarfiber och andra syntetiska ämnen. Dessa har till viss del andra egenskaper än de av trä. Exempel på tillverkare av syntetiska rörblad är Fibracell och Légère.
Klaffsystemet på den avbildade klarinetten kallas böhmsystemet. Samma, eller liknande system används även på oboer och andra träblåsinstrument. Ett förenklat system med färre klaffar kallas halvböhmsystem. På undersidan av nedre spelstycket finns en liten metallvinkel, som vid spelning vilar mot högra handens tumme. Bättre instrument har försilvrad mekanism; på enklare instrument är mekanismen förnicklad.
På baksidan av övre spelstycket finns en särskild klaff, som sköts med vänster tumme. Hålet under denna klaff är förlängt med ett kort rör (här avses rör i konventionell bemärkelse) som sticker in en liten bit i tonkanalen. När denna klaff trycks in hoppar tonläget upp en oktav plus en kvint, även kallat duodecima, alltså till tolfte skaltonen räknat från den tidigare tonen. Det är denna lilla rörstump, som i förening med att tonkanalen är svagt konisk, är anledningen till att hoppet inte blir en oktav, vilket det annars skulle bli vid så kallad överblåsning. När denna klaff är öppen spelar man i det övre registret. Alldeles intill registerklaffen finns ett tonhål, som också spelas med vänster tumme.
En fallande skala noterad i C-dur (inga förtecken) erhålles genom att man med fingrarna successivt täcker tonhålen från munstycksänden och vidare nedåt i riktning mot klockstycket. Detta klingar i B-dur (med två b-förtecken) på en bessklarinett, medan det på en a-klarinett klingar i A-dur (med tre korsförtecken). Analogt klingar det i essdur (tre b-förtecken) på en essklarinett.
Stämningen påverkas en aning av instrumentets temperatur, som efter en stunds spelning stiger något på grund av den varma utandningsluften. Musikern kan i någon mån kompensera detta genom olika hårt läpptryck mot röret. Med samma teknik kan man även åstadkomma vibratospel.
Med böhmsystemet frambringas alla halvtoner i den kromatiska skalan genom att man sätter ett finger på lämplig klaff, som då öppnar ett hål halvvägs mellan de huvudhål, som täcks med fingrarna. På ett halvböhminstrument får man halvtoner genom gaffelgrepp, det vill säga man underlåter att täcka ett eller annat hål i den eljest kontinuerligt täckta tonhålraden för en viss ton. Det är dock svårt att på detta sätt åstadkomma helt rena toner.
Klaffarna är försedda med putor – en liten filtkudde, täckt av ett ytterst tunt och smidigt klaffskinn, som svarar för tätningen kring tonhålen. I äldsta tider användes en fisks simblåsa som klaffskinn. Efter långt och träget spelande går det hål på klaffskinnet, och då måste instrumentet putas om. I instrumentvården ingår också att då och då rengöra de många lagringarna för klaffarna och smörja dem med tunn olja.

### Alternativa mekanismer

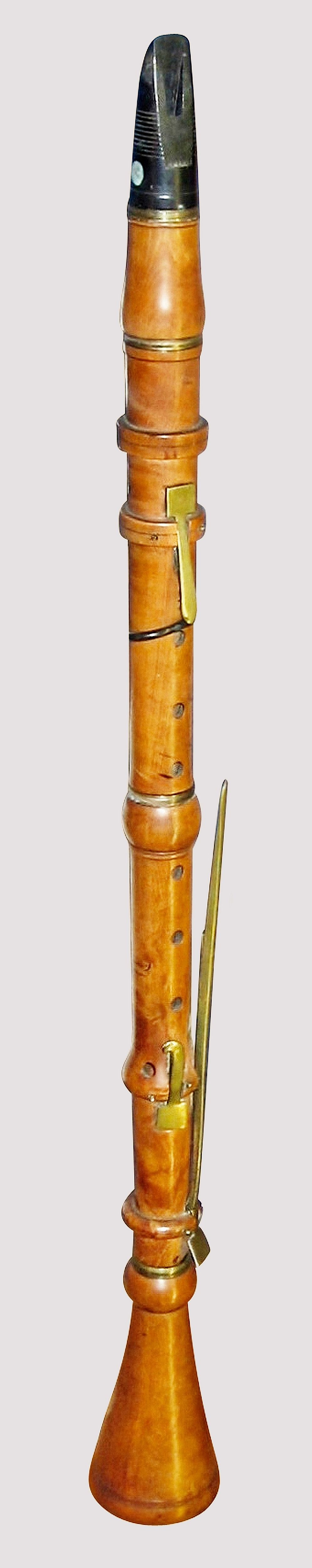
tidig klarinett med 4 nycklar (~ 1760)
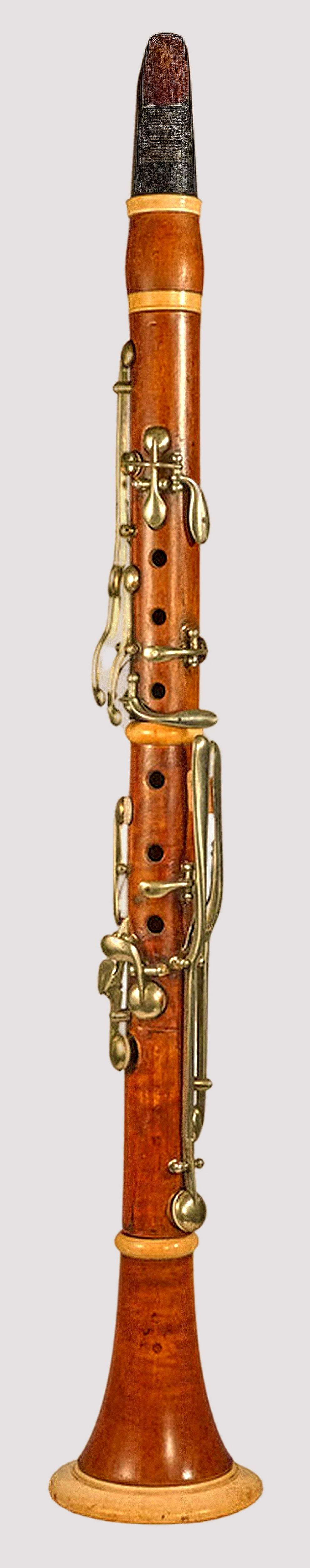
Iwan Müller klarinett med 13 nycklar med läderklädsel och infällda koniska tonhål (1812)
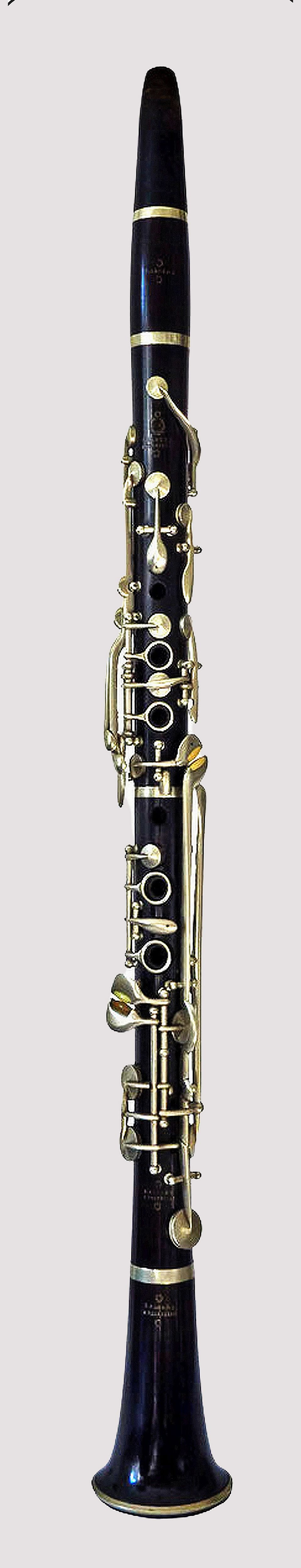
Albert klarinett, utvecklad av Eugène Albert omkring 1850, står tekniskt sett mellan Müller- och Oehler-klarinetten
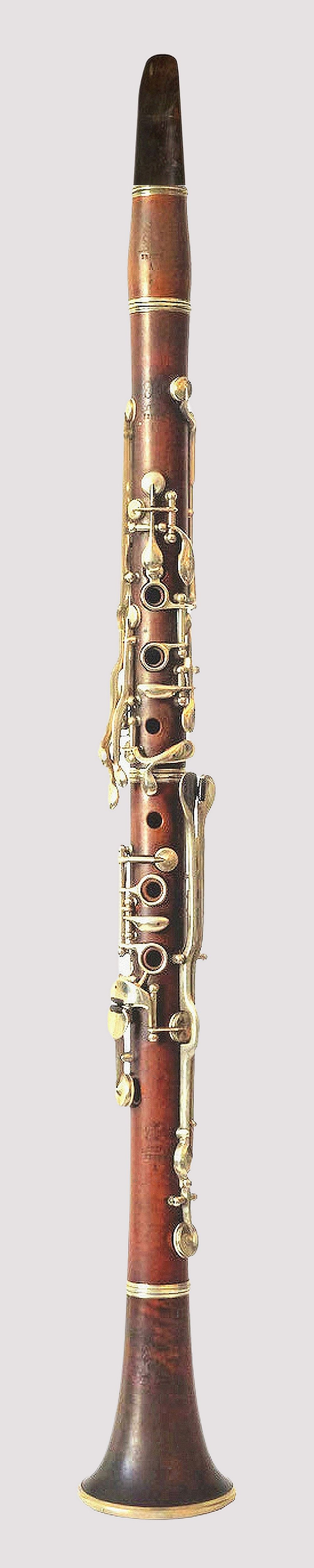
Baermann-Ottensteiner klarinett, omkring 1860, står tekniskt sett mellan Müller- och Oehler-klarinetten
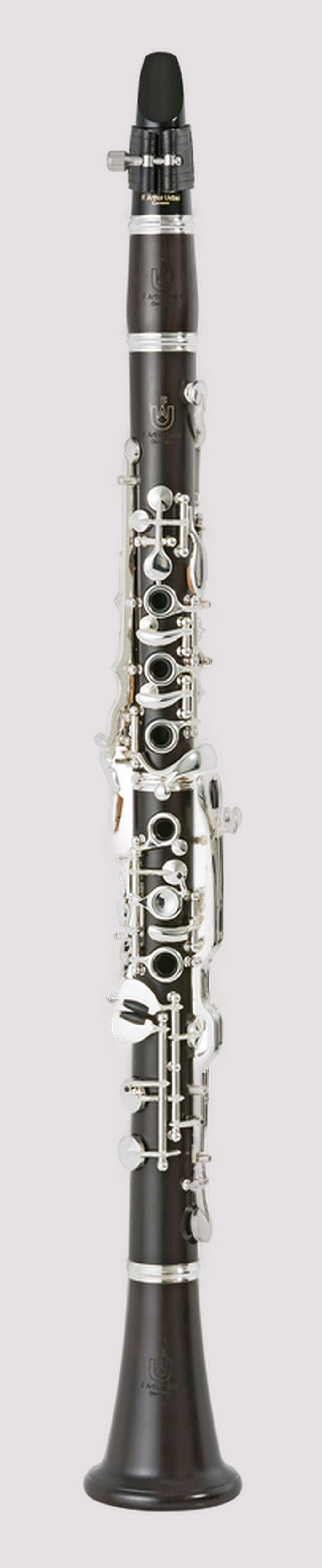
Oehler klarinett med 22 nycklar, 5 ringar och ett lock, utvecklades 1905
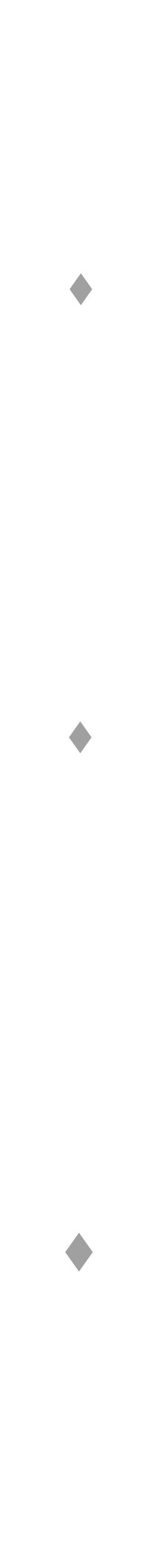
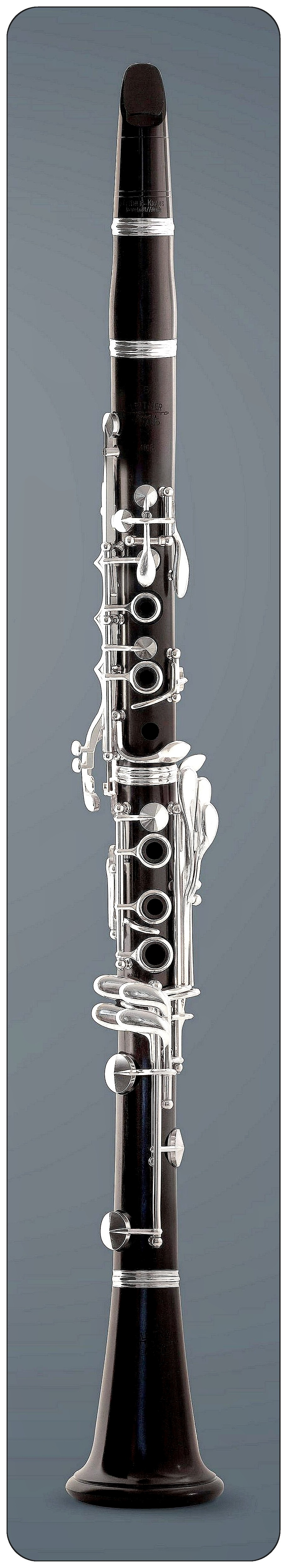
Böhm klarinett med 17 tangenter och 6 ringar, utvecklades 1843
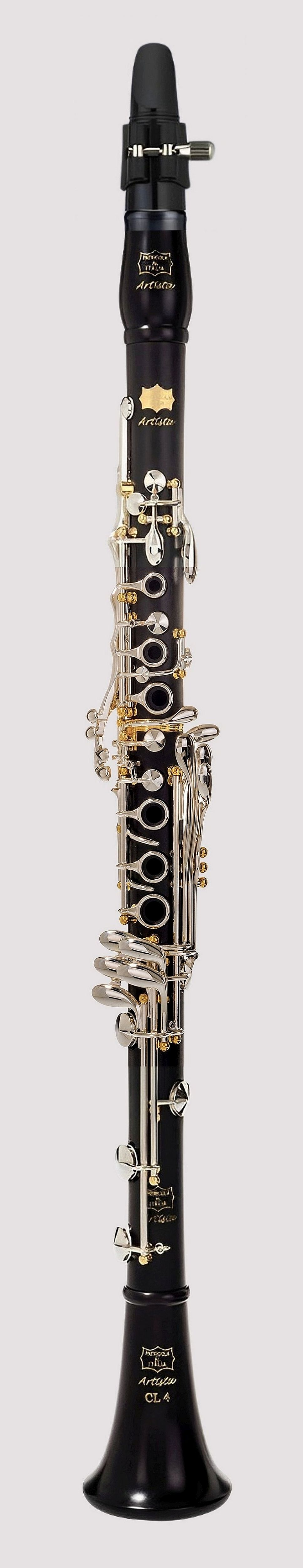
Full Böhm-klarinett med 19 nycklar och 7 ringar, dev. 1870 av Buffet Crampon

Andra klappsystem:
- Müllers system

På Müllers tid (början 1800-talet) hade klarinetten vanligen sex klaffar. Müller införde ytterligare sju, alltså totalt tretton klaffar och var klar med den konstruktionen 1812. På Müllers klarinett saknas de ringklaffar, som är en springande punkt i Böhms konstruktion, som skapades i slutet av 1830-talet.
Müller uppges som uppfinnaren (1806) av den klaffkonstruktion som innebär en liten skål som håller den lilla kudde av filt och supertunt skinn, som utgör själva ventiltätningen vid mekanismens yttersta del. Det var även han som införde tumstödet, vilket medgav bekvämare hantering av klarinetten, som då kunde hållas närmare vertikallinjen än tidigare.
Från Müller-klarinetten utvecklades genom att införa ringklaffar och lägga till ytterligare klaffar runt 1860 Ottenstein-klarinetten, och genom att fullända det 1905 till Oehler-klarinetten.
- Alberts system

Albertmekanismen var en vidareutveckling av müllermekanismen. Denna hade liksom müllermekanismen tretton vanliga klaffar, men Albert lade till två ringklaffar. Instrumentmakaren Selmer har senare gått vidare med Alberts mekanism och lagt till ytterligare vanliga klaffar och ringklaffar.
Albertklarinetter är särskilt lämpade för att åstadkomma de kvartstoner, som förekommer i orientalisk musik, och de är följaktligen populära i de länder, där denna typ av musik omhuldas.
Albertmekanismen lämpar sig väl för glissando-spel, vilket är svårare att åstadkomma på en böhmklarinett.
Normaltonen ettstrukna a var tidigare 435 Hz, men i början på 1900-talet övergick många symfoniorkestrar till stämningen 440 Hz, vilket numera har blivit standard. Albert föregrep detta och stämde många av sina klarinetter ännu högre än 440 Hz. Detta går väl för sig vid solospel, men innebär att det i dag inte går att använda dessa gamla, högt stämda instrument i ensemblespel tillsammans med moderna instrument.
Klarinetter i Albert-systemet användes flitigt inom jazzen på 1900-talet och används fortfarande i sydösteuropeisk folkmusik.
Ovannämnda system är numera så gott som helt utkonkurrerade av böhmsystemet, men kan ännu sällsynt förekomma i några delar av världen. Spelsätten skiljer sig något mellan systemen, så har man börjat med ett system och senare övergår till ett annat, så måste nya grepp inövas. Detta gjorde att det nya böhmsystemet till att börja med inte accepterades av vissa musiker. Men dessa har nu alla gått ur tiden, så böhmsystemet står nu nästan utan konkurrens för träblåsarna. Det är bara i Tyskland och Österrike som Oehler-klarinetter fortfarande spelas.

## Tillbehör
- Då klarinetten inte spelas, skyddas det ömtåliga rörbladet av en kapsel av metall eller plast, som träs över munstycket.
- Vid transport förvaras klarinetten isärtagen i ett hårt eller mjukt specialtillverkat etui. För den seriöse klarinettspelaren, som äger både en bessklarinett och en a-klarinett, finns dubbelfodral.
- Som ytterligare skydd vid dåligt väder finns ett fodral av till exempel smärting eller nylon, som sätts utanpå etuiet. Det stängs med blixtlås eller tryckknappar. I fodralet finns plats för:
  - viska eller trasa, för urtorkning av tonkanalen efter avslutad spelning (Det blir nämligen ofrånkomligt kondens av fuktig utandningsluft, som alltid uppstår efter en stunds spelning. Det är mycket viktigt att man torkar omsorgsfullt, eftersom det annars kan hända att träet spricker, vilket är förödande för tonbildningen),
  - reservrörblad,
  - en liten dosa med fett (fårtalg eller cerat), som används för insmörjning av de korkpackningar som tätar och smörjer skarvarna mellan klarinettens olika delar,
  - ibland också klarinettolja, för impregnering av träet så att det blir motståndskraftigt för kondens, och
  - nothållare – en klämanordning avsedd för styva notkort (Den används vid sådana spelningar, där normala notställ inte kan användas. Nothållaren fästes med en ring intill skarven mellan övre och nedre spelstycket.).
- Instrumentstället är en fotförsedd kon, som passar in i klarinettens klockstycke. Stället placeras på golvet intill notstället, för att hålla en a-klarinett i beredskap, när musikanten spelar på bessklarinetten och vice versa.

## Några välrenommerade klarinettillverkare
- Buffet-Crampon, Paris
- Eric Petterson, Stockholm (EP-klarinetten)
- Pascal
- Selmer
- Yamaha
- Noblet
- Leblanc, under märket Vito
- Jupiter
- Amati-Denak
- Herbert Wurlitzer
- Seggelke Klarinetten
- F. Arthur Uebel (FAU)
- Backun Musical Services
- Luis Rossi

## Kända klarinettister
- Anton Stadler (1753-1812)
- Bernhard Crusell (1775–1838)
- Johann Simon Hermstedt (1778-1846)
- Heinrich Joseph Baermann (1784-1847)
- Iwan Müller (1786-1854)
- Carl Baermann (1811-1885)
- Richard Mühlfeld (1856-1907)
- Johnny Dodds (1892–1940)
- Sidney Bechet (1897–1959)
- George Lewis (1900 - 1968)
- Albert Nicholas (1900-1973)
- Harry Roy (1900–1971)
- Barney Bigard (1906–1980)
- Benny Goodman (1909–1986)
- Artie Shaw (1910–2004)
- Woody Herman (1913–1987)
- Jimmy Giuffre (1921–2008)
- Åke Hasselgård (1922–1948)
- Putte Wickman (1924–2006)
- Ove Lind (1926–1991)
- Acker Bilk (1929–2014)
- Jean-Christian Michel (1938-
- Theo Jörgensmann (1948–
- Kjell Fagéus (1949–
- Kjell-Inge Stevensson (1951-2010)
- Charles Neidich (1953-
- Sabine Meyer (1959-
- Anders Åberg (1960–
- Hermann Stefánsson (1962–
- Martin Fröst (1970–
- Karin Dornbusch (1971–
- Pontus Estling (1979-
- Andreas Ottensamer (1989-

## Kända personer som dessutom spelar/spelade klarinett
- Woody Allen
- Tore Berger
- Tomas von Brömssen
- Elon Ekman
- Kimmo Eriksson
- Gösta Linderholm
- Kristian Luuk
- Östen Warnerbring